# Acutotyphlops subocularis
Espèce
Synonymes
- Typhlops subocularis Waite, 1897
- Typhlops keasti Kinghorn, 1948

Statut de conservation UICN

 LC  : Préoccupation mineure
Acutotyphlops subocularis est une espèce de serpents de la famille des Typhlopidae. 

## Répartition
Cette espèce est endémique de l'archipel Bismarck en Papouasie-Nouvelle-Guinée. Elle se rencontre dans les îles de Nouvelle-Bretagne, de Nouvelle-Irlande, d'Umboi et dans les îles du Duc-d'York jusqu'à 1 065 m d'altitude.

## Description
Acutotyphlops subocularis, mesure jusqu'à 39,5 cm dont 0,3 à 0,6 cm pour la queue. Sa couleur générale est le noir.

## Publication originale
- Waite, 1897 : A new blind snake from the Duke of York Island. Records of the Australian Museum, Sydney, vol. 3, n. 3, p. 69-70 (texte intégral).